# Trepadeira-azurita
A trepadeira-azurita (Sitta azurea) é uma espécie de ave da família Sittidae. É uma trepadeira de tamanho médio, com cerca de 13,5 cm de comprimento. A espécie, que apresenta leve dimorfismo sexual, exibe uma coloração marcante, distinta de qualquer outro membro de seu gênero. Sua cabeça é preta ou azul-escura, com partes superiores azuladas, próximas ao roxo, adornadas com penas azuis brilhantes. As asas têm bordas pretas. A garganta e o peito são brancos ou de um tom couro claro, contrastando com as partes superiores e a barriga, que é de um azul muito escuro. As penas coberteiras são geralmente claras, azul-acinzentadas ou arroxeadas.
A ecologia da trepadeira-azurita é pouco conhecida, mas ela se alimenta de pequenos invertebrados encontrados em árvores, com reprodução ocorrendo de abril a junho ou julho. Também forrageia em bandos mistos em grupos maiores. Pode ser encontrada na Península da Malásia e nas ilhas de Sumatra e Java, na Indonésia, onde habita florestas tropicais ou subtropicais úmidas de planície e florestas montanas tropicais ou subtropicais acima de 900 m de altitude.
Três subespécies são reconhecidas: S. a. expectata, S. a. nigriventer e S. a. azurea, que diferem principalmente na coloração de seus mantos, peitos e barrigas. Seus parentes mais próximos são a trepadeira-de-bico-vermelho [en] (S. frontalis), a trepadeira-de-bico-amarelo [en] (S. solangiae) e a trepadeira-filipina (S. oenochlamys). A população da espécie não foi determinada, mas parece estar em baixo risco de extinção devido à extensão de sua distribuição. Foi classificada como pouco preocupante pela União Internacional para a Conservação da Natureza.

## Taxonomia
A trepadeira-azurita foi descrita pela primeira vez em 1830 sob seu atual nome binomial, Sitta azurea, pelo naturalista francês René Primevère Lesson (1794–1849). Sitta deriva do nome em grego antigo para trepadeiras, σίττη, sittē. "Nuthatch" (em inglês), registrado pela primeira vez em 1350, vem de "nut" (noz) e uma palavra provavelmente relacionada a "hack" (cortar), já que essas aves cortam nozes que encaixam em fendas. O gênero pode ser dividido em sete subgêneros, dos quais a trepadeira-azurita é colocada sozinha em Poecilositta (Buturlin 1916).
As trepadeiras formam um gênero, Sitta, de pequenos passeriformes da família Sittidae, caracterizadas por asas curtas e comprimidas, caudas curtas e quadradas com 12 penas, corpo compacto, bicos longos e pontiagudos, dedos fortes com garras longas e, comportamentalmente, por sua maneira única de descer troncos de árvores de cabeça para baixo. A maioria das trepadeiras tem partes superiores cinzentas ou azuladas e uma faixa ocular preta. Em 2006, o ornitólogo Edward C. Dickinson propôs dividir Sitta em múltiplos gêneros com base em traços morfológicos distintos. Ele sugeriu como candidatas a trepadeira-de-bico-vermelho (Sitta frontalis) e a trepadeira-azurita, cuja morfologia ele descreve como "um tanto aberrante ... apesar de um traço característico (bordas brancas nas penas das asas) compartilhado com Sitta formosa", e que isso poderia exigir a separação da trepadeira-soberba (S. formosa). Ele afirmou, no entanto, que um estudo molecular seria necessário antes de qualquer reclassificação.
Em 2014, Eric Pasquet e colegas publicaram uma filogenia baseada no exame de DNA nuclear e DNA mitocondrial de 21 espécies de trepadeiras. A posição da trepadeira-azurita dentro do gênero não foi estabelecida com certeza, apresentando uma correlação muito menor que muitas outras no modelo. No entanto, segundo os achados, a espécie parece melhor representada por um clado que inclui a trepadeira-de-bico-vermelho e a trepadeira-filipina (S. oenochlamys). Essas trepadeiras asiáticas tropicais formam um clado irmão de outro que compreende o subgênero Sitta (Micrositta) (às vezes chamado grupo canadensis), junto com a trepadeira-de-cabeça-castanha [en] (S. pusilla) e a trepadeira-pigmeia [en] (S. pygmaea).

- Clado com suporte fraco
  - 
    - 
      - Trepadeira-de-cabeça-castanha [en] (S. pusilla)
      - Trepadeira-pigmeia [en] (S. pygmaea)

    - Grupo canadensis

  - 
    - Trepadeira-azurita (S. azurea)
    - 
      - Trepadeira-de-bico-vermelho [en] (S. frontalis)
      - Trepadeira-filipina (S. oenochlamys)

### Subespécies
Três subespécies da trepadeira-azurita são reconhecidas.
- S. a. expectata (Hartert, 1914), descrita em 1914 pelo ornitólogo alemão Ernst Hartert como Callisitta azurea expectata a partir de um holótipo coletado no Passo Semangko, na Península da Malásia, em Pão;[15] também encontrada em Sumatra;[14]
- S. a. nigriventer (Robinson & Kloss, 1919), descrita em 1919 pelos zoólogos britânicos Herbert Christopher Robinson [en] e Cecil Boden Kloss [en] como Poliositta azurea nigriventer a partir de um holótipo coletado no Monte Gede [en],[16] em Java Ocidental, Indonésia.[14] O ornitólogo britânico William Swainson descreveu a subespécie sob o nome dendrophila flavipes em 1838, mas o nome foi pouco usado posteriormente e pode ser considerado um nomen oblitum ("nome esquecido");[17]
- S. a. azurea (Lesson, 1830), a subespécie nominada, foi descrita em 1830 por René Primevère Lesson[3] a partir de um espécime possivelmente coletado no estratovulcão Arjuno-Welirang; habita o centro e leste de Java.[14]

## Descrição
A trepadeira-azurita é uma trepadeira de tamanho médio, com comprimento médio de 13,5 cm. Seu peso é desconhecido, mas pode ser comparável ao da trepadeira-azul-da-argélia (Sitta ledanti), que também mede 13,5 cm de comprimento e pesa entre 16,6 g e 18 g. Sua aparência difere significativamente de todas as outras trepadeiras. Todas as suas subespécies são amplamente pretas e brancas (especialmente em condições de pouca luz, quando sua coloração azul-escura não é aparente) e têm plumagem superior com notas dramáticas de cobalto, azul e tons mais claros de azul, além de cinzas e roxos. A cabeça é preta ou azul-escura com um amplo anel ocular azul-claro.
As três subespécies variam predominantemente na coloração de seus mantos, peitos e barrigas. As partes superiores são azul-escuras no manto ou arroxeadas em algumas subespécies. As rectrizes, que são as penas de voo da cauda, são azul-claras no centro com uma borda preta, contrastando fortemente com as áreas escuras da plumagem. A garganta e o peito são brancos ou com um tom bege claro, especialmente em S. a. nigriventer. A barriga e o abdômen são enegrecidos, contrastando com penas coberteiras azul-acinzentadas ou arroxeadas. O bico é lavanda, ligeiramente tingido de verde, e preto na ponta; as pernas são azul-acinzentadas claras, e as garras são ardósia ou pretas.

A espécie não apresenta dimorfismo sexual significativo, mas o ornitólogo japonês Nagamichi Kuroda [en] descreve a fêmea como tendo partes superiores ligeiramente mais opacas. Os filhotes se assemelham aos adultos, mas têm um píleo e coberteiras auriculares mais opacas, além de um tom acastanhado que não cobre todo o corpo. A barriga é preta opaca, e as coberteiras de cauda inferior são variavelmente bordadas de branco-creme. O bico do filhote é enegrecido, com a base rosada. Os adultos passam por uma muda parcial antes da estação reprodutiva (fevereiro–março para S. a. expectata; março–abril para S. a. azurea), envolvendo garganta, peito e manto; uma muda completa ocorre após a estação reprodutiva (março–abril e agosto em Java e na Malásia).

As três subespécies da trepadeira-azurita e suas características morfológicas distintas
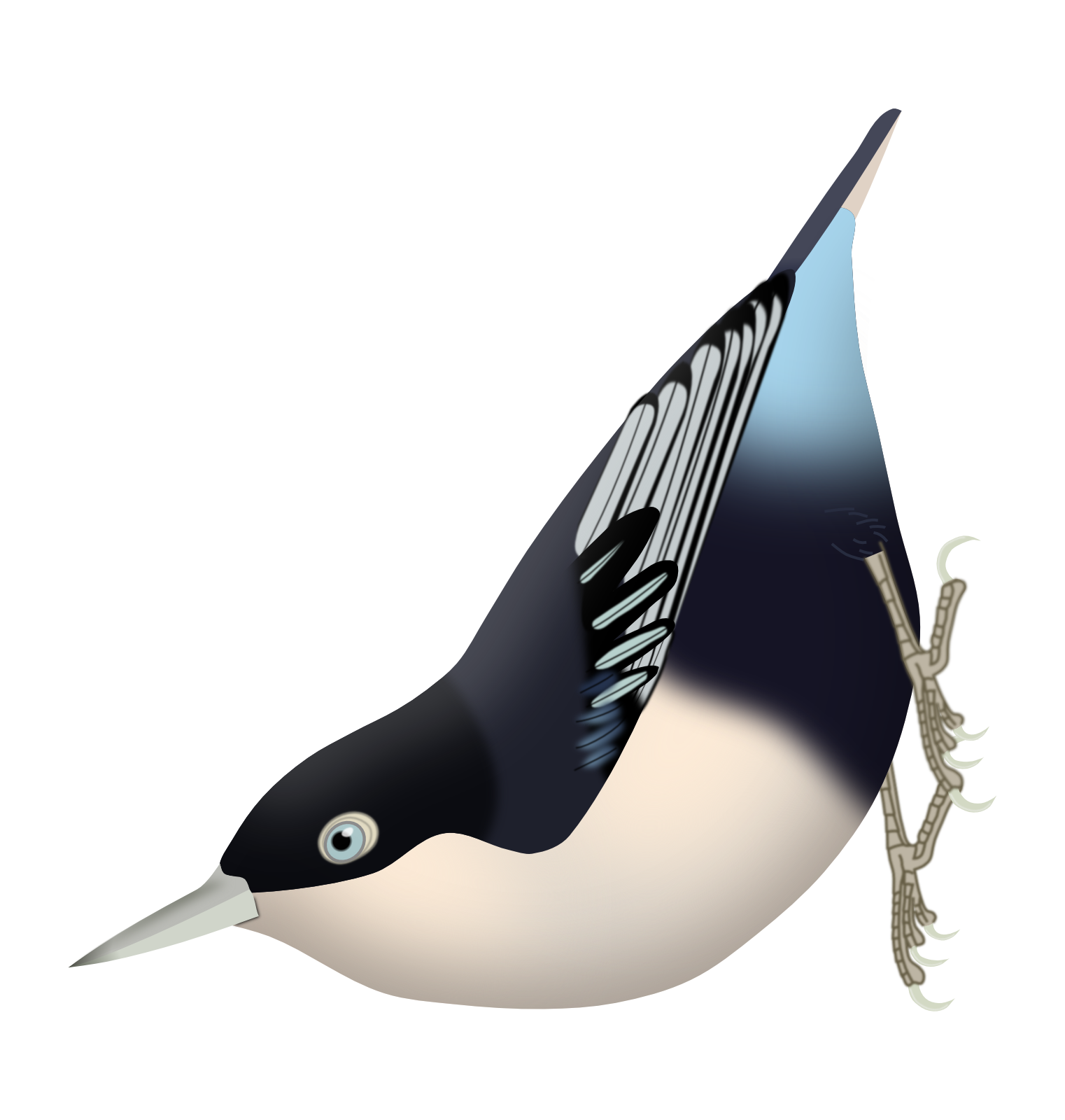
Sitta azurea expectata - note as partes superiores azul-escuras e coberteiras azuis.
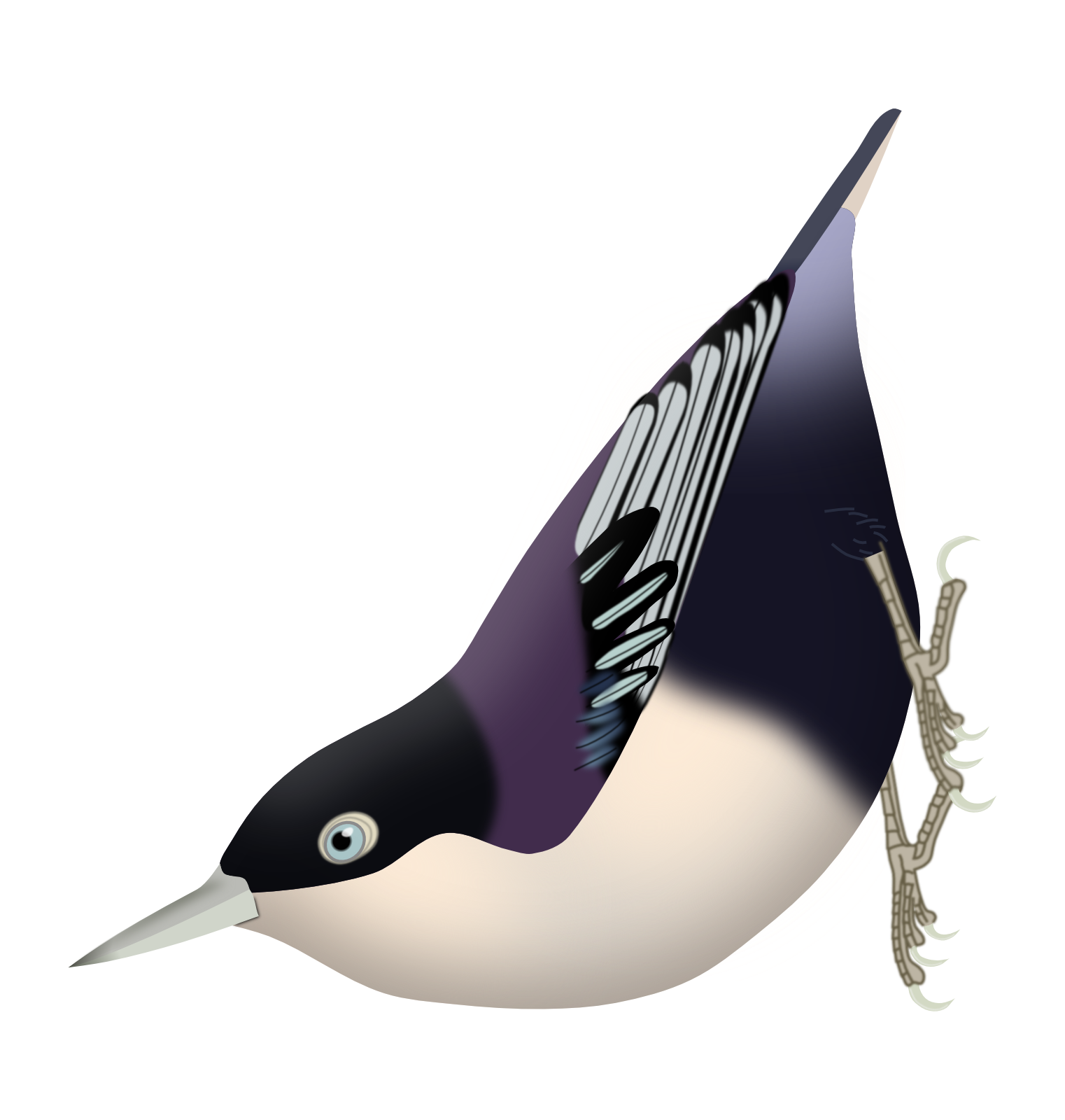
Sitta azurea azurea - note as partes superiores roxas e coberteiras violetas.
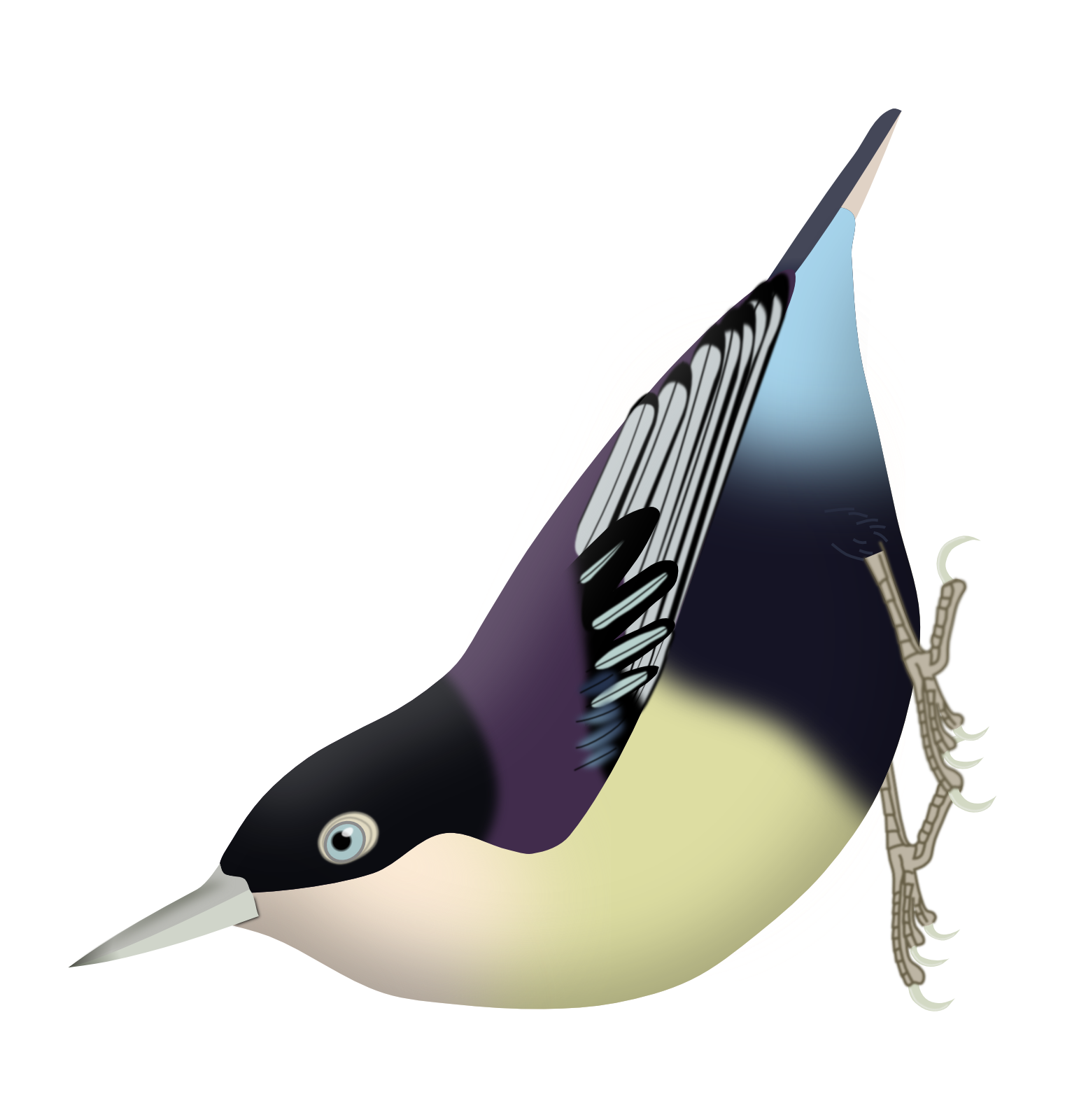
Sitta azurea nigriventer - note as partes superiores azul-arroxeadas, coberteiras azuis e barriga bege.

### Vocalizações
As vocalizações da espécie incluem um tup ou tip melodioso, um whit súbito, um sit sibilante fino e um chit mais cheio, duro e forte. Quando excitada, as notas sit e chit são frequentemente emitidas rapidamente e repetitivamente como um chi-chit, chit-chit-chit ou chir-ri-rit, que pode ser prolongado, acelerado em um trinado staccato tititititititik, ou até tornar-se um tr-r-r-r-r-r-t. Outros chamados incluem um zhe fino e agudo, um zhe-zhe, um nasal semelhante a um brinquedo snieu ou kneu, e um chirr-u zumbido. O repertório vocal da trepadeira-azurita é bastante variado e lembra o da trepadeira-de-bico-vermelho e, em menor grau, o da trepadeira-filipina.

## Comportamento e ecologia
A trepadeira-azurita é muito ativa, frequentemente vista correndo em pares, em grupos maiores ou misturando-se em bandos mistos de forrageamento.

### Dieta
A trepadeira-azurita se alimenta de artrópodes, dos quais alguns foram identificados como comuns em sua dieta, incluindo besouros do gênero Trachypholis, da família Elateridae e da subfamília Eumolpinae, além de aranhas e lagartas de mariposas. Geralmente forrageia por presas na metade superior de árvores grandes e, ocasionalmente, em árvores menores. Enquanto prospecta em troncos, a ave protege suas córneas de cascas caindo e outros detritos ao contrair a pele nua ao redor dos olhos – uma adaptação aparentemente única para a espécie.

### Reprodução
A reprodução da espécie não foi extensivamente estudada. O ninho é feito em um pequeno buraco de árvore, onde a ave deposita três a quatro ovos branco-sujos,densamente salpicados de vermelho-marrom e cinza, medindo 19,3 × 13,4 mm. Na Península da Malásia, filhotes que haviam acabado de atingir a maturidade foram observados no final de junho; na ilha de Java, a estação reprodutiva ocorre de abril a julho, e em Sumatra, um adulto alimentando seus filhotes foi observado em 9 de maio.

### Predação
Pouco foi relatado especificamente sobre predadores da trepadeira-azurita, mas um indivíduo foi visto "congelar" durante a passagem de uma águia-malaia [en] (Ictinaetus malayensis) prospectando.

## Distribuição e habitat

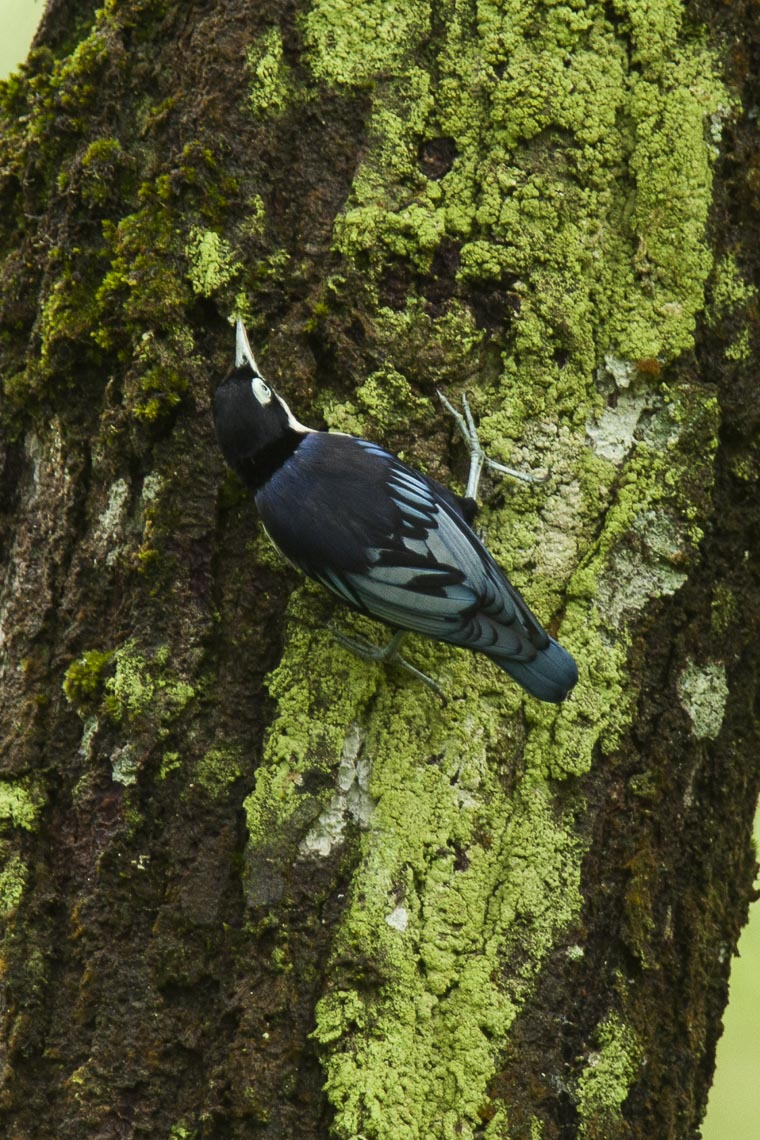
Uma trepadeira-azurita em um tronco de árvore em Fraser's Hill, na Malásia.

Esta espécie vive na Península da Malásia (no extremo sul da Tailândia e norte da Malásia) e na Indonésia, nas ilhas de Sumatra e Java. Na Malásia, a espécie foi observada em Bukit Larut [en], no estado de Peraque, nas Montanhas Titiwangsa, no sul do distrito de Hulu Langat [en], no estado de Selangor, além de populações isoladas nas encostas do massivo Monte Benom [en] no estado de Pão, no Monte Tahan, localizado na fronteira entre Pão e Calantão, no Monte Rabong em Calantão e no Monte Padang no Sultanato de Trenganu.
Em Sumatra, a ave é encontrada ao longo das Montanhas Barisane, tendo sido observada nas Terras Altas de Gayo, na província de Achém, nas Terras Altas de Batak, no norte de Sumatra, e no Monte Dempo, no sul da ilha. Em uma expedição de 1918 por Robinson e Kloss, eles comentaram: "do início da selva densa nas encostas do vale até cerca de 2.400 metros no Kerintji, esta trepadeira de cores marcantes era muito comum, alimentando-se em troncos de árvores altas em grupos de seis ou sete."
A trepadeira-azurita é tipicamente encontrada em montanhas, habitando florestas tropicais ou subtropicais úmidas de planície e florestas montanas tropicais ou subtropicais. Na Malásia, é encontrada de 1.070 m até o ponto mais alto do país, a 2.186 m. Em Sumatra, a espécie foi relatada em uma faixa altitudinal entre 900 m e 2.400 m, e em Java, entre 915 m e 2.745 m. O ornitólogo John MacKinnon relatou alguns avistamentos raros em altitudes mais baixas nas planícies de Java.

## Ameaças e proteção
A trepadeira-azurita é uma ave comum em Sumatra, incluindo a área do Parque Nacional de Kerinci Seblat, e relativamente comum na Malásia e em Java. Possui uma área de distribuição muito ampla, aproximando-se de 361.000 km². A população não foi rigorosamente estimada, mas é considerada significativa e em baixo risco, apesar da observação da BirdLife International de que algum declínio é provável (mas ainda não confirmado) devido à conhecida destruição e fragmentação de áreas habitadas pela espécie. A trepadeira-azurita é classificada na categoria espécie pouco preocupante pela União Internacional para a Conservação da Natureza.